# Claudio Milar
Claudio Roberto Milar Decuadra (Chuy, 6 de abril de 1974 - Canguçu, 16 de enero de 2009) fue un futbolista uruguayo que jugaba como delantero.

## Trayectoria
Debutó en Danubio en el año 1991 para pasar dos años después a Nacional, donde permaneció hasta 1996. Además, defendió a Godoy Cruz de Argentina, Portuguesa, Náutico, Matonense, Santa Cruz, Caxias, Pelotas, Juventude, y Botafogo de Brasil, ŁKS Łódź y Pogoń Szczecin de Polonia, Club Africain de Túnez y Hapoel Kfar Sava de Israel.
El primero de sus tres pasajes por el Brasil de Pelotas fue en 2003. En 2004, fue campeón del "Gauchao" de la segunda división y se coronó como máximo artillero de la historia del certamen con 33 goles. Con el tiempo, se convirtió en uno de los mayores ídolos de la hinchada Xavante, anotando un total de más de 100 goles para el equipo.

## Muerte
El 16 de enero de 2009, Claudio, Régis, que era uno de sus compañeros de equipo y el entrenador de porteros Giovani Guimarães murieron en un accidente de autobús en Canguçu, Brasil. El autobús cayó en un barranco de aproximadamente 40 a 50 metros cuando regresaba con el resto del equipo después de haber ganado un partido amistoso ante el Santa Cruz.

## Reacciones
El 19 de febrero de 2009, en un partido entre Brasil de Pelotas y Ulbra Canoas, el delantero Rogério Pereira celebró el último gol de la victoria de Ulbra por 5-2, en frente a la hinchada local, haciendo el gesto del arco y la flecha que Claudio Milar utilizaba para celebrar sus goles. Al defensa Alex Martins no le agradó la celebración del jugador, e inició un gran tumulto que se convirtió en una pelea generalizada. Luego de la confusión, que incluyó un intercambio de puñetazos, patadas e invasiones del terreno de juego, el árbitro Fabrício Neves Corrêa expulsó a seis jugadores y al médico del Brasil de Pelotas. Rogério Pereira, cuya celebración enfureció a los Xavantes, no fue sancionado.

## Clubes en los que actuó como profesional
| Club                | País      | Temporada | Estadísticas · PJ () |
| ------------------- | --------- | --------- | -------------------- |
| Danubio             | Uruguay   | 1991-93   |                      |
| Nacional            | Uruguay   | 1993-96   |                      |
| Godoy Cruz          | Argentina | 1996-97   | 11 (0)               |
| Juventude           | Brasil    | 1997      |                      |
| Caxias              | Brasil    | 1998      |                      |
| Portuguesa Santista | Brasil    | 1999      |                      |
| Santa Cruz          | Brasil    | 1999      |                      |
| Náutico             | Brasil    | 1999      |                      |
| ŁKS Łódź            | Polonia   | 2000      | 12 (2)               |
| Matonense           | Brasil    | 2000      |                      |
| Club Africain       | Túnez     | 2001      |                      |
| Botafogo            | Brasil    | 2001      | 5 (0)                |
| Pelotas             | Brasil    | 2002      |                      |
| Hapoel Kfar Sava    | Brasil    | 2002      |                      |
| Brasil de Pelotas   | Brasil    | 2004-04   |                      |
| Pogoń Szczecin      | Polonia   | 2004      | 16 (6)               |
| Brasil de Pelotas   | Brasil    | 2005      |                      |
| Pogoń Szczecin      | Polonia   | 2005-2006 | 15 (5)               |
| Brasil de Pelotas   | Brasil    | 2006-2009 | 209 (111)            |

| Selección nacional | Año  |
| ------------------ | ---- |
| Uruguay Sub-20     | 1994 |